# Hales Corners
Hales Corners è un comune degli Stati Uniti, situato in Wisconsin, nella Contea di Milwaukee.